# Mimeuria ulmiphila
Mimeuria ulmiphila är en insektsart som först beskrevs av Del Guercio 1917.  Mimeuria ulmiphila ingår i släktet Mimeuria och familjen långrörsbladlöss. Inga underarter finns listade i Catalogue of Life.